# Distretto di Legnica
Il distretto di Legnica (in polacco powiat legnicki) è un distretto polacco appartenente al voivodato della Bassa Slesia.

## Geografia antropica

### Suddivisioni amministrative
Il distretto comprende 8 comuni.
- Comuni urbani: Chojnów
- Comuni urbano-rurali: Prochowice
- Comuni rurali: Chojnów, Krotoszyce, Kunice, Legnickie Pole, Miłkowice, Ruja